# آلبان بوشی
آلبان بوشی (آلبانیایی: Alban Bushi؛ زادهٔ ۲۰ اوت ۱۹۷۳) بازیکن سابق و مربی فوتبال اهل آلبانی است.
از باشگاه‌هایی که در آن بازی کرده‌است می‌توان به باشگاه فوتبال پارتیزانی تیرانا، باشگاه ورزشی استانبول‌اسپور، باشگاه فوتبال آپولون اسمیرنیس، باشگاه فوتبال آدانااسپور، باشگاه فوتبال ترابزون‌اسپور، باشگاه فوتبال لیتکس لووچ، و باشگاه فوتبال تیرانا اشاره کرد.
وی همچنین در تیم‌های ملی فوتبال زیر ۲۱ سال آلبانی و آلبانی بازی کرده‌است.